# Madonna Davis

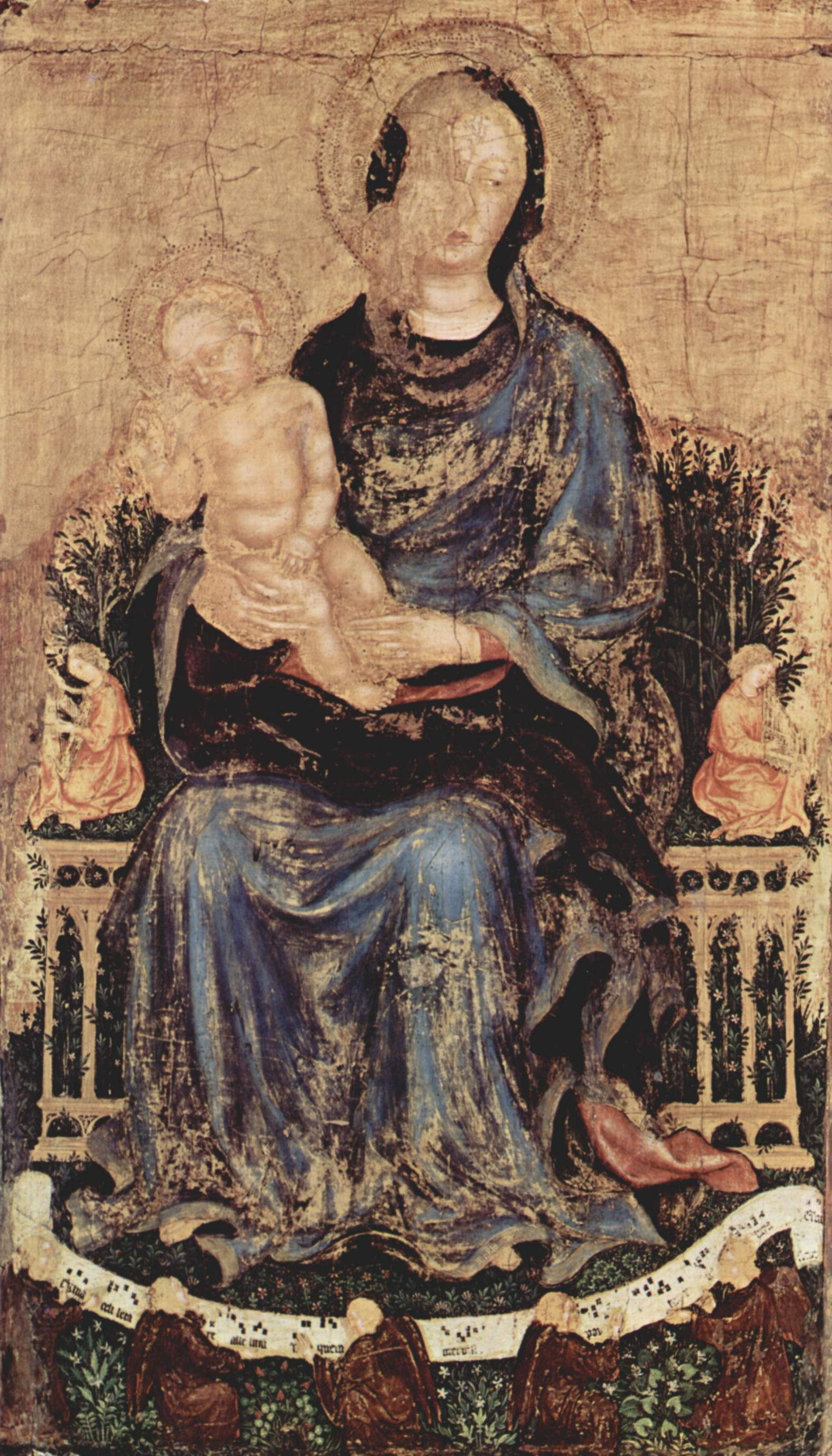
Aspetto della tavola prima del restauro

La Madonna Davis è una tempera su tavola (85,7x50,8 cm) di Gentile da Fabriano, di incerta datazione e conservata nel Metropolitan Museum di New York.

## Storia
L'opera proviene dal mercato antiquario e la sua collocazione originaria è ignota. Acquistata da Theodore M. Davis agli inizi del Novecento a Firenze, venne donata al museo col suo lascito nel 1915.
Essendo una variante della Madonna in trono col Bambino e angeli musicanti oggi alla Galleria nazionale dell'Umbria a Perugia, è datata da Keith Christiansen (1982) ad un periodo immediatamente successivo e prima del polittico di Valleromita, al 1410 circa. Andrea De Marchi (2006) la colloca invece ad un periodo più tardo, dopo il polittico di Valleromita, intorno al 1410-1414. Luigi Grassi (1953) e Luciano Bellosi (1966) videro invece in essa la monumentalita' dell'arte Toscana e proposero quindi una datazione intorno al 1420-1425. In assenza di documentazione scritta, precisi riferimenti stilistici e mancanza di consenso l'opera rimane di datazione incerta. 

## Descrizione
La tavola è in cattivo stato di conservazione, oggi migliorato nella lettura grazie al restauro. Maria è seduta su un esile trono traforato di archetti e decorazioni gotiche, che ricordano la tradizione veneziana (sia architettonica che di oreficeria), dai quali spuntano fitte fronde di arbusti. Essa guarda verso destra, mentre il Bambino benedice a sinistra, facendo pensare che fossero un tempo presenti anche degli scomparti laterali.
Il "trono vegetale" allude alla fusione tra le iconografie della Maestà (la Madonna in trono) e della Madonna dell'Umiltà, cioè Maria seduta in terra, grazie anche alla vicinanza tra le parole latine "humus" (prato) e "humiltas". Un'aggiunta rispetto al prototipo sono gli angeli musicanti ai lati del trono, mentre sono perdute le possibile incisioni sulla foglia oro, che nella tavoletta perugina raggiungono vertici di estrema raffinatezza. Meglio conservata nella tavola di New York è invece la parte inferiore, in cui un coro di angioletti piccolissimi, di stampo medievale, è impegnato a srotolare sinuosamente un cartiglio in cui compare la musica e le parole di un'antifona pasquale: "[R]egina c[o]eli l[a]eta re alleluia [quia] quem meruist[i] por tar[e a]ll[e]luya [r]esur[rexit] / sicut".